# Saint-Georges-sur-Erve
Saint-Georges-sur-Erve – miejscowość i gmina we Francji, w regionie Kraj Loary, w departamencie Mayenne.
Według danych na rok 1990 gminę zamieszkiwało 320 osób, a gęstość zaludnienia wynosiła 16 osób/km² (wśród 1504 gmin Kraju Loary Saint-Georges-sur-Erve plasuje się na 970. miejscu pod względem liczby ludności, natomiast pod względem powierzchni na miejscu 554.).